# Ariditási index

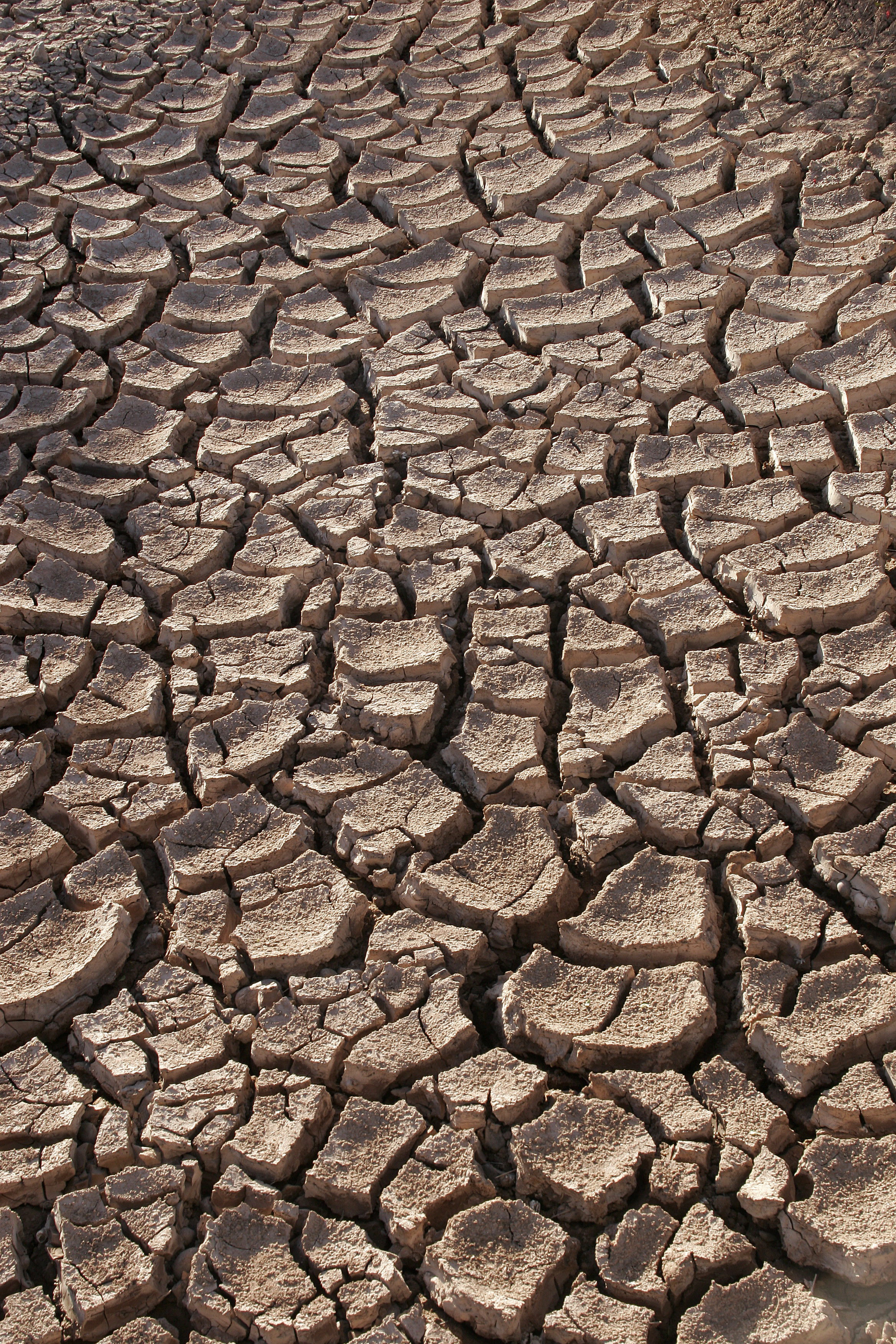
Kiszáradt talaj

Az ariditási index területek szárazságát kifejező mutatószám. Sokféle számítási módja létezik. Általában az éghajlati régiók meghatározásában játszik szerepet.

## Fajtái

### Ángyán-féle ariditási index
Az éves effektív hőösszeg és csapadékmennyiség hányadosa. Az agráriumban használatos, különösen a kukoricatermelés során alkalmazott számérték.

### Erdészeti aszályossági index
Az erdőgazdaságok számára lényeges jelzőszám. Értékét a július-augusztusi átlaghőmérséklet százszorosa és a május-augusztusi csapadékmennyiség hányadosa adja meg.

## Jellemző értékek
Az ariditási index értéke néhány éghajlaton
| Klímatípus         | AI          |
| ------------------ | ----------- |
| Száraz típusok     |             |
| Hiperszáraz        | <0,05       |
| Száraz             | 0,05<AI<0,2 |
| Félszáraz          | 0,2<AI<0,5  |
| Félszáraz-nedves   | 0,5<AI<0,65 |
| Nem száraz típusok |             |
| Nedves             | >0,65       |
| Hideg              | PET<400 mm  |